# محمد أحمد عيشوني
محمد أحمد عيشوني كان أستاذا وباحثا في مجال الهندسة وإدارة الجودة، أشرف علي العديد من الأبحاث وله العديد من المؤلفات في مجال إدارة الجودة والتحسين المستمر للعمليات.

## الخبرة في المجال الأكاديمي
- أستاذ بكلية الهندسة بجامعة حائل بالمملكة العربية السعودية (2009 - حاليا).
- باحث رئيس وعضو مؤسس لكرسي البحث «المعلم محمد بن لادن لأبحاث الجودة والإنتاجية في قطاع الإنشاءات» الممون من طرف مجموعة بن لادن السعودية، لحساب جامعة حائل.
- المؤسس والمشرف العلمي على برنامج الماجستير في هندسة وإدارة الجودة، في كلية الهندسة بجامعة حائل (البدء في تنفيذ البرنامج 9/2014)
- أكثر من 20 سنة خبرة أكاديمية في مجال التعليم الجامعي، البحث العلمي والتدريب في مجالات هندسة الجودة والتقييس
- باحث رئيس لعدة فرق بحثية في الجامعة تعمل على تنفيذ مشاريع بحث ممونة داخليا وخارجيا.
- باحث مشارك في مشروع بحث علمي معتمد لدى مدينة الملك عبد العزيز للعلوم والتقنية ضمن الإستراتيجية الوطنية للعلوم والإبداع (NSTIP-KACST).
- مشرف على عدة رسائل ماجستير ودكتوراه في الهندسة الميكانيكية (التقييس الصناعي وهندسة الجودة)
- نشر أكثر من 50 بحثا في مجلات علمية محكمة دوليا ومحاضر في مؤتمرات دولية في كل من الولايات المتحدة، كندا، فرنسا، ألمانيا، تركيا، الجزائر، المملكة العربية السعودية، الإمارات العربية المتحدة، والبحرين.
- حاصل على شهادة دكتوراه في الهندسة الميكانيكية وعلوم الطيران من جامعة صالفرد (مانشستر) ببريطانيا عام 1992م.

## الخبرة في القيادة الإدارية
- وكيل جامعة مستغانم للدراسات العليا والبحث العلمي والعلاقات الخارجية (1994-2001)
- وكيل كلية الهندسة بجامعة حائل (أغسطس 2013-الآن)
- رئيس قسم الهندسة الصناعية بكلية الهندسة بجامعة حائل (مايو 2012- أغسطس 2013).
- مدير وحدة الجودة (2005-2007) ورئيس قسم التقنية الميكانيكية (2006-2008) بالكلية التقنية بحائل.

## الخبرة في مجال نظم إدارة الجودة والتميز المؤسسي
- مؤلف ستة كتب في مجال إدارة الجودة والتحسين المستمر للعمليات الإنتاجية والخدمية ونظم التقييس والآيزو 9000.(أنظر قائمة الكتب في الأسفل)
- مقيم معتمد لدى جائزة الملك عبد العزيز للجودة.
- عضو فريق العمل على وضع الخطة الإستراتيجية للمركز الوطني للجودة في مدينة الملك عبد العزيز للعلوم والتقنية.

•	عضو اللجنة العلمية والتنظيمية للملتقى الثالث للجودة الشاملة في الأمن العام، المنظم بالشراكة بين إدارة دوريات الأمن بمنطقة حائل وجامعة حائل (24-26 فبراير 2014). 
- مقترح وعضو اللجنة التنظيمية للمؤتمر الوطني الرابع للجودة (2-4 فبراير 2013)، المنظم بالشراكة بين جامعة حائل والمجلس السعودي للجودة والهيئة السعودية للمواصفات والمقاييس والجودة.
- رئيس اللجنة العلمية لورشة العمل «إدارة الجودة الشاملة في القطاع الحكومي» في جامعة حائل بتاريخ 17 مايو 2010.
- مصمم ومنفذ عدة دورات تدريبية في مجال إدارة الجودة الشاملة والتحسين المستمر للعمليات ونظم التقييس الصناعي، لفائدة جهات حكومية وخدمية.
- عضو المجلس السعودي للجودة، ومستشار مجموعة التعليم العالي في المجلس.
- عضو فريق إعداد الخطة التدريبية لتخصص «فني جودة» لدى المؤسسة العامة للتعليم الفني والتدريب المهني.
- مصمم ومنفذ عدة فعاليات علمية وثقافية لفائدة طلاب كلية الهندسة بهدف نشر ثقافة الجودة خلال المناسبات العالمية للجودة (الأسبوع العالمي للجودة واليوم العالمي للقياس).
- مشرف وعضو مؤسس في منتديات علمية وهندسية عربية في مجال الجودة والتقييس الصناعي.

## الخبرة في مجال الاستشارات
- المشاركة في عدة لجان وطنية في المملكة العربية السعودية والجزائر في مجال التطوير الإداري والجودة والتخطيط الاستراتيجي.
- مستشار الجودة لدى الإدارات الأمنية بمنطقة حائل (إدارة الشرطة وإدارة دوريات الأمن). شارك في تأهيل شرطة منطقة حائل للحصول على شهادة الآيزو 9001 :2008. حائز على شهادات شكر وتقدير من صاحب السمو الملكي أمير منطقة حائل، ومعالي مدير الأمن العام بالمملكة العربية السعودية للجهود المبذولة في تأهيل شرطة منطقة حائل للحصول على شهادة الآيزو، والمساهمة الفاعلة في تنظيم ملتقى الجودة في الأمن العام.
- عضو لجنة الخبراء والاستشارات الدائمة بمركز الدكتور ناصر الرشيد لرعاية الايتام بحائل. ساهم في تأهيل المركز والحصول على شهادة الأيزو 9001:2008، في مايو 2013.
- عضو الفريق الاستشاري في جمعية الملك عبد العزيز للخدمات الخيرية بمنطقة حائل.
- مستشار وعضو لجان وطنية في الجزائر في مجال نظم التقييس الصناعي (وزارة الصناعة) وتقييم الأبحاث العلمية (وزارة التعليم العالي والبحث العلمي).
- مستشار وكيل الجامعة للتطوير والجودة وخدمة المجتمع في جامعة حائل.
- مستشار لدى عميد التدريب وخدمة المجتمع بجامعة حائل.

## المؤلفات في مجال الجودة والقياس
- محمد أحمد عيشوني، «ضبط الجودة: التقنيات الأساسية وتطبيقاتها في المجالات الإنتاجية والخدمية» ، دار الأصحاب للنشر والتوزيع، الرياض، 2014 (الإصدار الثاني) و 2007 (الإصدار الأول) (ISSN: 9960-57-688-2)
- محمد أحمد عيشوني، «ضبط الجودة الإحصائي باستخدام برامج الميكروسفت إكسل والمينيتاب»، مركز النشر العلمي والترجمة، جامعة حائل، 2013 (ISSN: 978-603-9815-09-9)
- لحسن عبد الله باشيوة، نزار عبد المجيد البرواري، ومحمد أحمد عيشوني، «التميز المؤسسي - مدخل الجودة وأفضل الممارسات: مبادئ وتطبيقات»، الوراق للنشر والتوزيع، عمان، 2013 (ISSN: 978-9957-33-301-0)
- محمد أحمد عيشوني، «الدليل العملي للتحسين المستمر للعمليات باستخدام الأدوات السبع للإدارة والتخطيط»، دار الأصحاب للنشر والتوزيع، 2012 (ISSN:978-603-90163-8)
- محمد أحمد عيشوني، «أساسيات قياس الأبعاد في ضوء معايير الجودة العالمية الأيزو 9000»، العبيكان للنشر والتوزيع، 2011 (ISSN:978-9960-54-813-5)
- محمد أحمد عيشوني، «الدليل العملي للتحسين المستمر للعمليات باستخدام الأدوات الأساسية السبع للجودة»، دار الأصحاب للنشر والتوزيع، 2010 (ISSN:978-603-90163-0-4)